# Псевдодокументален филм
Псевдодокументалните филми са филмов жанр, при който се използва формата или стила на документален филм, за да се покажат измислени събития.
Псевдодокументалните филми се различават от пародийните документални филми (наричани също мокюментари), които имат главно сатирична или хумористична цел, както и от драматизираните документални филми, които включват драматизирани възстановки на реални събития. Псевдодокументалните филми често използват характерни за документалистиката операторски техники, но с декори, актьори или измислени ситуации, като могат да си служат и със специални ефекти за модифициране на заснетите сцени или дори за създаване на изцяло изкуствени сцени.